# Polibiades
Polibiades (en llatí Polybiades, en grec antic Πολυβιάδης) fou un general espartà.
Va succeir al rei espartà Agesípolis I, mort per unes febres, en el comandament de l'exèrcit contra la ciutat d'Olint, i va obligar a aquesta ciutat a rendir-se l'any 379 aC, segons diu Xenofont a les Hel·lèniques i Diodor de Sicília a la Bibliotheca historica.